# 太田市立生品小学校
太田市立生品小学校（おおたしりつ いくしなしょうがっこう）は、群馬県太田市新田村田町にある公立小学校。通称「生小（いくしょう）」。

## 沿革
明治7年、小金井東雲寺に笠松学校が開校、明治8年、市野井村福蔵院に成功学校、村田村宝蔵寺に蓬直学校が開校した。その後分離を繰り返し、明治44年、現在の地に全て移転した。
明治77年、高等科が設置され (生品尋常高等小学校と改称)、昭和22年に生品村立生品中学校が発足した。同年、現在の生品小学校と改称した。その後、近隣市町村と合併し、現在の太田市立生品小学校となった。

### 年表
本校の歴史を簡単に記した年表である。
- 1947年 - 生品村立生品小学校と改称
- 1956年 - 生品村、木崎町、綿打村と合併し、新田町立生品小学校となる
- 1961年 - 特殊学級発足
- 1985年 - 屋内運動場完成
- 1998年 - 新校舎完成
- 2005年 - 太田市、尾島町、新田町、藪塚本町と合併し、太田市立生品小学校となる

## 学区
本校の学区は以下の通りである。
- 下村田
- 村田
- 上村田
- 村田東
- 小金井南
- 小金井北
- 市野井北
- 市野井南
- 反町
- 市多村新田
- 市野倉
- 瑞木

## 周辺
- 生品神社
- 太田市立生品中学校

## 関係者

### 出身者
- 小川佐京（元生品村長、元生品村教育長）
- 小川泰（元新田町立生品中学校長、元新田町長、小川佐京と従兄弟）
- 小川省吾（元衆議院議員、小川泰の弟）
- 久保田博南（サイエンスライター、医療機器開発コンサルタント、小川佐京の孫）
- 斎藤佑樹（プロ野球選手、北海道日本ハムファイターズ所属）